# Javier Solís
Gabriel Siria Levario (Ciudad de México, 4 de septiembre de 1931-Ciudad de México, 19 de abril de 1966), conocido como Javier Solís, fue un cantante y actor mexicano.

## Biografía y carrera

### 1931-1950: primeros años
Gabriel Siria Levario nació el 4 de septiembre de 1931 en Simón Bolívar 165, Ciudad de México, siendo el primero de los tres hijos de Francisco Siria Mora, un panadero, y Juana Levario Plata, una comerciante. Fue bautizado el 1 de octubre en el Sagrario Metropolitano.
Javier Solís inicio como cantante presentándose en restaurantes y como parte primero del Dúo Guadalajara y luego del Trío Flamingo, llamado después Trío México, con sus amigos Pablo Flores y Miguel Ortiz Reyes. «La vocación artística se inició por hambre», comentó. A principios de 1948 aún trabajaba como carnicero en una carnicería llamada "La Providencia" de la Colonia Condesa y se inició como intérprete solista de música ranchera: cantaba en las noches con grupos de mariachis en la Plaza Garibaldi y en la calle Honduras, en la capital mexicana. Después cantó en los restaurantes El Tenampa y el Guadalajara de Noche, donde se hacía acompañar del Mariachi América de Alfredo Serna. Como no tenía sueldo fijo, sus ingresos provenían de las propinas que recibía. Ese mismo año, por primera vez participó en un concurso radial, sin usar su seudónimo. Al finalizar el año, mientras cantaba en la Plaza Garibaldi el general Rafael Ávila Camacho lo contrató junto al mariachi Metepec por un año para actuar en Atlixco, en el estado de Puebla. Fue su primera gira como Javier Luquín. Al finalizar la gira, lo contrataron en un cabaret como cantante y animador, frente a un público diverso. Estudió canto aproximadamente un año con el maestro Noé Quintero.

### 1950-1959: éxito inicial
Hacia 1950 grabó sus primeras creaciones: Punto negro, Tómate esa copa, Virgen de barro y Te voy a dar mi corazón, producidas, con el Trío Los Galantes, en un pequeño estudio de grabación destinado a artistas aficionados y que pertenecía a la sala de cine Cinelandia de la Ciudad de México. El cantante hizo estas grabaciones en discos de acetato para mostrarlas a sus amistades y las entregó como tarjeta de presentación ante Discos Columbia de México (hoy Sony Music México), la que lo contrató en enero de 1956. Esta empresa discográfica incluiría las dos últimas en el LP Homenaje a Javier Solís, editado en 1990, y Punto negro aparecería en el triple LP 36 Éxitos de Javier Solís, que se distribuyó en el mercado en 1969.
A principios de 1955 fue contratado para cantar en el Bar Azteca, donde permaneció por espacio de cuatro años. Es aquí donde, a sugerencia de su amigo Manuel Garay, cambiaría su seudónimo por Javier Solís, con el cual lograría la fama artística. A mediados de ese mismo año lo escuchó cantar en el local Julito Rodríguez, en ese entonces guitarrista y primera voz del Trío Los Panchos, quien lo recomendó para una audición con Felipe Valdés Leal, quien era director artístico de Discos Columbia de México. Gabriel Siria, ahora convertido en Javier Solís, resultó aprobado en la audición y se le hizo un contrato para grabar su primer sencillo a fines de 1955. Se incluyeron los temas Qué te importa y Por qué negar. El sencillo obtuvo éxito en el interior de México y, gracias a ello, fue contratado formalmente el 15 de enero de 1956. Se dice que, como parte de este trato, Javier Solís entregó la cinta que contenía los temas antes mencionados y la compañía la archivó por varios años, dando a conocer los temas, años después de su fallecimiento, como ya se ha dicho.
Un hecho inesperado retrasó el lanzamiento de su primer álbum. El día del sepelio del actor y cantante Pedro Infante, Solís asistió para poder cantar una canción en su memoria. 
Solís continuó haciendo presentaciones en el Bar Azteca y también en un espacio de la emisora mexicana XEW. Recibe su primer disco de platino por las altas ventas de su primer sencillo, el día 5 de septiembre de 1957. Como consecuencia, grabó su primer álbum Javier Solís, Volumen I añadiendo a los temas de su disco sencillo seis canciones más. Su consagración definitiva fue cuando grabó el tema Llorarás, llorarás (que formó parte del álbum del mismo título) en 1959, cuando Felipe Valdés Leal logró con consejos que Solís abandonara su estilo imitador de Pedro Infante. En lo sucesivo, su carrera fue meteórica, ya que aunque duró solamente diez años, grabó 379 canciones y se convirtió en uno de los cantantes más famosos de la historia en México.

### 1959-1966: estrellato
En 1959, durante su primera gira promocional hacia Estados Unidos, la disquera preparó un álbum de valses de origen mexicano en el cual el acompañamiento no sería efectuado con mariachis sino con una banda sinfónica conformada por músicos mexicanos y estadounidenses con arreglo y dirección del músico Fernando Zenaido Maldonado. El álbum, titulado Javier Solís con banda, fue grabado en los estudios de Columbia Records en Nueva York, en uno de los primeros trabajos de grabación multipista llevados a cabo por artistas latinoamericanos. Las ventas iniciales de este LP se destinaron a organizaciones de caridad, pero tuvo poca aceptación en México. Sin embargo, varios años después fue digitalizado. Curiosamente, en 1963 la disquera tomó la pista de voz de esta grabación y sustituyó el acompañamiento de banda con el del Mariachi Nacional de Arcadio Elías. El álbum resultante se denominó Valses Mexicanos, que al ser digitalizado se titularía Valses. Es la primera reconstrucción técnica llevada a cabo con la voz de Javier Solís, aún en vida, aunque esto no lo sabrían algunos fanáticos del cantante sino varios años después, gracias a los avances en las técnicas de computación y multimedios que permitieron hacer la comparación posterior.
En 1960, durante una nueva gira por Estados Unidos, emprendió un proyecto diferente al grabar boleros con acompañamiento de orquesta de estudio dirigida por quien después sería su amigo, el músico estadounidense Chuck Anderson. Este álbum fue denominado Javier Solís en Nueva York y tenía como fin, según palabras del cantante, ponerlo al nivel de otros artistas de géneros románticos demostrando su versatilidad. Este disco tardó un tiempo en salir al mercado debido a la aceptación del cantante como artista del género ranchero.
Entre 1962 y 1963 graba dos de sus discos más célebres: Fantasía española y Trópico, con canciones del compositor Agustín Lara, convirtiéndose así en uno de sus mejores intérpretes. Con las interpretaciones de Javier Solís comienza una nueva era para la música de mariachi, al dejar atrás los sones y la temática campirana para incorporar la lírica urbana y las adaptaciones de canciones latinoamericanas, logrando refrescar el género y el interés del público por la música ranchera.
Iniciando 1966, comenzó un nuevo proyecto discográfico grabando algunas de las canciones más conocidas de los compositores puertorriqueños Rafael Hernández y Pedro Flores. Sin embargo, debido a sus padecimientos de salud, sólo alcanzó a poner la voz a seis de las ocho pistas preparadas del nuevo álbum, aunque llegó a terminar su otro álbum Javier Solís Con Orquesta.

## Enfermedad y muerte

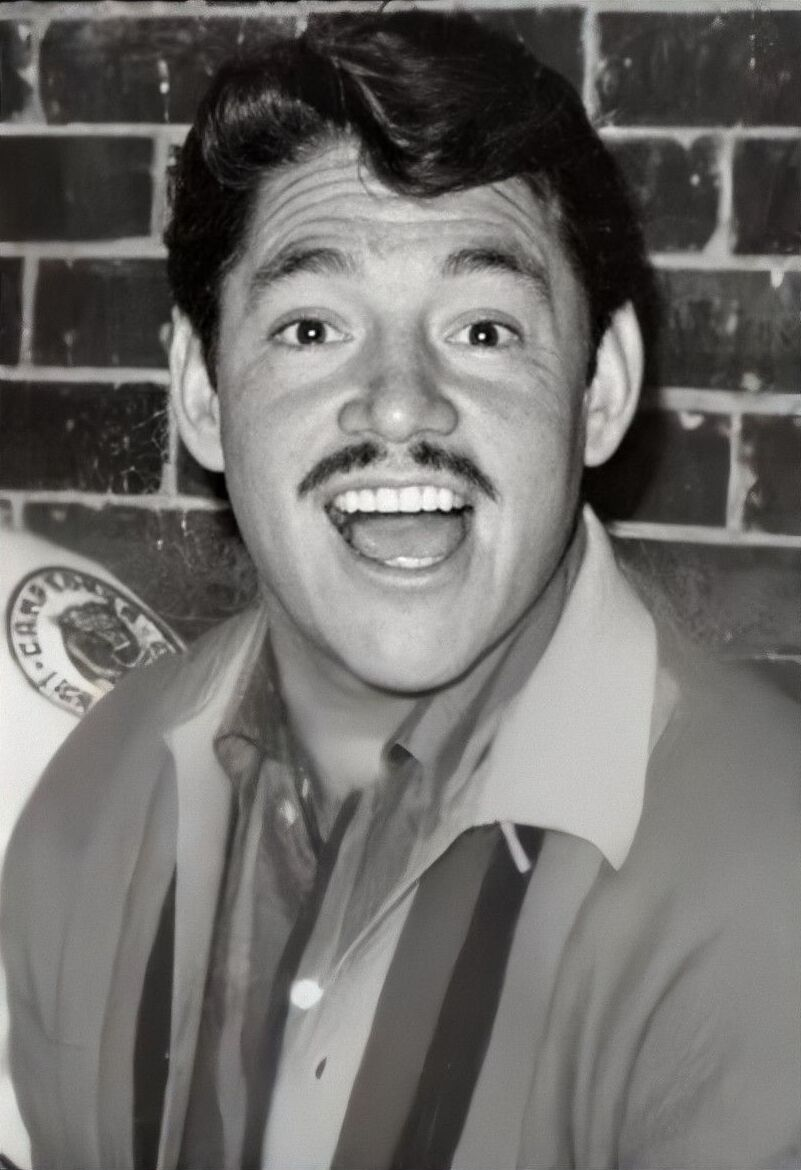
Fotografiado en abril de 1966, el mes y año en que falleció.

Por consejo de sus médicos, quienes se percataron de que tenía piedras en la vesícula, fue hospitalizado el 13 de abril de 1966 en el nosocomio Santa Elena localizado en la colonia Roma, Ciudad de México, con el fin de operarse de este órgano y evitar que su salud se agravara más. Se dice que debido a este padecimiento, él mismo confesó a sus amigos que prefería morirse para no continuar sintiendo los dolores provocados por esta afección. La cirugía que se le realizó salió aparentemente bien, ya que el 18 de abril, un día antes de que muriera, no se observó ninguna complicación y solamente se estaba a la espera de que lo diesen de alta. Sin embargo, a los seis días de haber sido internado, Solís falleció a las 5.45 de la mañana del 19 de abril, a los 34 años, a causa de un desequilibrio electrolítico, una alteración que le provocó problemas cardiacos y que fue consecuencia indirecta de la colecistectomía a la que se sometió. Este desequilibrio se produjo cuando el cantante, en un descuido de su enfermera, decidió comer hielo durante la madrugada del mismo día en que lo habían intervenido quirúrgicamente, a pesar de que los doctores le habían prohibido beber agua porque los medicamentos que le habían suministrado impedían el funcionamiento del estómago y el intestino.
Según un familiar del cantante, sus momentos de agonía se dieron de la siguiente manera:

«Javier Solís murió sentado en la cama cuando una enfermera le decía que no comiera más hielo porque le iba a hacer mal. Lanzó un largo suspiro y de inmediato se dejó caer en el lecho».

Su médico homeópata, Manuel Trillanes, fue entrevistado por el periódico El Universal y expuso que durante muchos años curó la vesícula de Javier con «chochitos», hasta que llegó a un punto en que había que operarlo. En sus declaraciones, comentó que había ido a verlo al hospital el día antes de que muriera, después de haber sido operado por el doctor Francisco Zubiría, y que Solís le había dicho: «Sácame de aquí. Me siento muy mal», pero Zubiría sabía que su peritonitis ya estaba muy avanzada. Desmintiendo los rumores que afirmaban que Solís había muerto por comer hielo, Trillanes explicó que el artista había desobedecido la orden que Zubiría le había dado de no tomar líquidos, y que se había acabado una jarra de agua de limón aprovechando un descuido de la enfermera, como él mismo había confesado luego al agravarse su estado.

### Funeral
Al día siguiente fue velado en la agencia funeraria Gayosso ubicada en las calles Sullivan y Rosas Moreno de la delegación Cuauhtémoc en Ciudad de México, para después ser trasladado al Panteón Jardín, de la misma ciudad, donde fue inhumado en la parcela de la Asociación Nacional de Actores (ANDA). Durante el entierro y debido a la fama y seguidores que Solís tenía, se necesitó de la intervención de granaderos para poder calmar a la gran multitud de personas que buscaban acercarse a la fosa donde sería enterrado. Esto provocó que el cortejo fúnebre que llevaba sus restos tuviese dificultades para entrar al panteón debido a la cantidad de personas congregadas, que se subieron a las bardas del cementerio y provocaron daños en otras tumbas al apiñarse sobre ellas para poder presenciar el sepelio.

### Reacciones
Algunas de las reacciones provocadas por su deceso fueron reportadas por un periódico de nombre Última Hora, el cual informó que dos jovencitas originarias de Lima, Perú, estuvieron a punto de suicidarse aventándose al paso de un autobús después de enterarse de la muerte de Javier Solís, pero lograron ser salvadas por transeúntes que impidieron que realizaran la acción. Adicionalmente, también se relató que, en el mismo lugar y país, hubo colegialas vestidas de luto y en las tiendas de discos se agotaron de forma inusitada las grabaciones que tenían de Solís.

## Legado
En 2010, su canción «En mi viejo San Juan» fue utilizada para la banda sonora de la película estadounidense Faster; el tema se oye durante unos segundos en una escena de la cinta.

## Discografía

### Discografía original
| Año de publicación | Título                                             | Discográfica          |
| 1955               | Por Qué Negar/Que te importa (sencillo)            | CBS Columbia (México) |
| 1957               | Javier Solís, Vol. 1                               | CBS Columbia (México) |
| 1957               | Con el Mariachi Perla de Occidente                 | CBS Columbia (México) |
| 1958               | Canta Javier                                       | CBS Columbia (México) |
| 1958               | Añoranzas                                          | CBS Columbia (México) |
| 1958               | Hits de Javier Solís                               | CBS Columbia (México) |
| 1959               | Llorarás, Llorarás                                 | CBS Columbia (México) |
| 1959               | Javier Solís con Banda                             | CBS Columbia (México) |
| 1960               | Lara, Grever, Baena                                | CBS Columbia (México) |
| 1960               | En Nueva York                                      | CBS Columbia (México) |
| 1961               | Enamorado de ti                                    | CBS Columbia (México) |
| 1961               | Con Acompañamiento de Mariachi                     | CBS Columbia (México) |
| 1962               | Fantasía Española De Agustín Lara Con Javier Solís | CBS Columbia (México) |
| 1962               | El Peor de los Caminos                             | CBS Columbia (México) |
| 1963               | Trópico (Interpreta a Agustín Lara)                | CBS Columbia (México) |
| 1963               | Boleros, Boleros, Boleros                          | CBS Columbia (México) |
| 1963               | Prisionero del Mar                                 | CBS Columbia (México) |
| 1964               | Romance                                            | CBS Columbia (México) |
| 1964               | Valses Mexicanos                                   | CBS Columbia (México) |
| 1964               | Un año más sin ti                                  | CBS Columbia (México) |
| 1965               | Sombras                                            | CBS Columbia (México) |
| 1965               | Payaso                                             | CBS Columbia (México) |
| 1965               | Y todavía te quiero                                | CBS Columbia (México) |
| 1966               | Javier Solís con orquesta                          | CBS Columbia (México) |
| 1966               | Vida de bohemio                                    | CBS Columbia (México) |

### Recopilaciones
| Año de publicación | Título                                                                   | Discográfica                |
| 1967               | Rancheras con Javier Solís                                               | CBS Columbia (México)       |
| 1968               | Homenaje Inconcluso a Rafael Hernández y Pedro Flores                    | CBS Columbia (México)       |
| 1968               | 36 Éxitos de Javier Solís                                                | CBS Columbia (México)       |
| 1969               | Sin mañana, ni ayer                                                      | CBS Columbia (México)       |
| 1970               | Las Mañanitas Con Javier Solís                                           | CBS Columbia (México)       |
| 1970               | Sin Fe y Sin Religión                                                    | CBS Columbia (México)       |
| 1970               | Mi Pecado                                                                | CBS Columbia (México)       |
| 1971               | Dos ídolos cantando juntos                                               | CBS Columbia (México)       |
| 1974               | Dos ídolos que se fueron, Javier Solís interpreta a José Alfredo Jiménez | CBS Columbia (México)       |
| 1979               | Sombras Nada Más interpretado por Héctor Lavoe                           | Fania Records               |
| 1984               | Temas Inéditos de sus Películas                                          | CBS Columbia (México)       |
| 1997               | La Historia de Javier Solís                                              | Sony Music (Estados Unidos) |
| 1997               | Serie De Colección 15 Auténticos Éxitos                                  | Sony Music (México)         |
| 1999               | Colección Grandes Voces Del Siglo (álbum compilado de Javier Solís)      | Sony Music (Colombia)       |
| 2000               | 30 Grandes Éxitos (álbum compilado de Javier Solís)                      | Sony Music (Colombia)       |
| 2001               | Javier Solís con La Rondalla Venezolana                                  | Sony Music (Venezuela)      |
| 2003               | Las Inéditas de Javier Solís                                             | Sony Music (México)         |
| 2003               | Éxitos con Trío                                                          | Sony Music (México)         |
| 2007               | La Gran Colección 60 Aniversario CBS - Javier Solís                      | Sony Music (México)         |

## Filmografía selecta
| Año  | Título |
| 1960 | El norteño / Tres balas perdidas / En cada feria un amor / Los cinco halcones |
| 1961 | Los bárbaros del norte / Vuelven los cinco halcones / Camino de la horca. |
| 1962 | Los forajidos /Fuerte, audaz y valiente / Sangre en la barranca/ Un tipo a todo dar. |
| 1963 | Agarrando parejo / México de mi corazón / Un tipo a todo dar. |
| 1964 | Campeón del barrio / Diablos en el cielo / Los hermanos muerte / Rateros último modelo / Los tres calaveras / Aventura en el centro de la Tierra / Un callejón sin salida /Los cuatro Juanes.                             |
| 1965 | El pecador / Escuela para solteras / La conquista del Dorado / Especialista en chamacas / Los Sánchez deben morir / Caña Brava / Los tres salvajes / El hombre de la furia (Más allá del Orinoco) / Los que nunca amaron. |
| 1966 | Amor a ritmo a go-go / Los tres mosqueteros de Dios / Juan Pistolas. |